# Complement indirecte
En gramàtica tradicional el complement indirecte (CI) és una de les funcions sintàctiques dins una oració. En català, va introduït per la preposició a o per a.
- Dono un llibre a la Maria

La majoria de CI apareixen o bé amb verbs transitius acompanyant un complement directe (1) o bé amb verbs intransitius psicològics en què el subjecte no correspon a la persona que experimenta un sentiment (2):
1. Enviaré l'informe a la directora.

El complement indirecte de tercera persona és substituïble per un pronom feble o clític:
- Quan és singular: per li (La Carla canta cançons a l'àvia = La Carla li canta cançons). En la majoria de parlars li es canvia per hi en contacte amb els pronoms febles el, la, els i les (Dono la carta a la Maria = La hi dono / Li la dono)

- Quan és plural: per els (Ella canta cançons a les nenes = Ella els canta cançons).

Els pronoms febles de persona em, et, es, ens i us poden fer la funció de complement indirecte: 
- Fes-me un petó
- T'ha regalat un penjoll
- Es renta les mans
- Ens expliquen mentides
- Vull donar-vos les gràcies

## Complements indirectes especials
- CI possessiu (Li vaig veure les cuixes / M'han robat la moto)
- CI ètic (hi pot haver un CI no marcat i un CI ètic a la mateixa oració: Me li han posat un zero). És d'aparició opcional i és propi de registres col·loquials.